# Ken Grimwood
Kenneth Milton Grimwood (* 27. Februar 1944 in Dothan, Alabama; † 6. Juni 2003 in Santa Barbara, Kalifornien) war ein US-amerikanischer Science-Fiction-Schriftsteller. Als sein bekanntestes Werk gilt der Roman „Replay“. Er starb im Alter von 59 an einem Herzinfarkt.

## Werke
- Breakthrough, 1976
- Elise, 1979
- Two plus Two, 1980 (als Alan Cochran)
- The Voice Outside, 1982
- Replay, 1986; deutscher Titel: Replay – Das zweite Spiel
- Into the Deep, 1994

## Preise
- 1988 – World Fantasy Award für den Roman Replay